# Chelsea Blue
Chelsea Blue est le nom de scène d'une actrice pornographique américaine née en 1976.

## Distinctions
Nominations
- 2003 AVN Award – Best Tease Performance – Fashionistas (Evil Angel)
- 2004 AVN Award – Best Non-Sex Performance, Film or Video – Snoop Dogg's Hustlaz: Diary of a Pimp (Hustler Video)

## Filmographie sélective
Films érotiques
- 2002 : Embrace the Darkness 3 : Jennifer

Films pornographiques
- 1999 : Buttslammers 19
- 1999 : Pussyman's Decadent Divas 1